# 변동 부등식
변동 부등식(variational inequality)은 수학, 게임 이론, 역학, 재료과학 등에서 나타나는 특이한 형태의 부등식을 말한다. 주로 균형점의 개념과 많은 연관 관계가 있다.

## 정의
변동 부등식은 어떤 주어진 집합 {\displaystyle U}에서 다음 부등식을 만족하는 {\displaystyle u^{*}\in U}를 찾는 문제이다.
| {\displaystyle \langle F(u^{*}),u-u^{*}\rangle \geq 0\qquad \forall u\in U} |